# ロックンロール・ストリップ
ロックンロール・ストリップは、2018年8月7日に小学館から出版された木下半太の小説。および、それを原作とする2020年の映画。

## あらすじ
主人公は映画監督を夢見てバーと劇団を経営する男。バーの客として旭川ローズと名乗るストリッパーが訪れ、主人公の劇団に彼女の劇場で前座を演じてほしいと依頼する。
主人公の恋人の父は、そのストリップ劇場がある商店街の会長であり「劇場を盛況にできたら、娘と結婚してもいい」と言う。

## 登場人物
木村勇太（きむら ゆうた）
劇団の座長。

栗山千春（くりやま ちはる）

旭川ローズ（冬音）（あさひかわ ローズ）
人気ストリッパー。

木村朋美（きむら ともみ）
劇団員。

ビーバー藤森（ビーバーふじもり）
劇団員。

赤星（あかほし）
劇団員。

火野（ひの）
劇団員。

## 書籍
- 「ロックンロール・ストリップ」（2018年8月7日、小学館文庫、ISBN 9784094065497）

## 映画
「ロックンロール・ストリップ」のタイトルで2020年8月14日に公開。

### キャスト
※出典
- 木村勇太 - 後藤淳平（ジャルジャル）
- 旭川ローズ（冬音） - 智順
- 栗山千春 - 徳永えり
- 木村朋美 - 三戸なつめ
- 木下ほうか
- やべきょうすけ
- ビーバー藤森 - 坂口涼太郎
- 赤星 - ぎぃ子
- 火野 - 町田悠宇
- 品川祐（品川庄司）

### スタッフ
- 原作・脚本・監督 - 木下半太
- エブゼクティブプロデューサー - 石田誠
- プロデューサー - 皆川拓也、三好保洋
- 撮影 - 曽根剛
- 照明 - 本間光平
- 録音 - 山本タカアキ
- 美術 - 秋元博
- 装飾 - 寺尾淳
- 衣装 - 鈴木まさあき
- ヘアメイク - 田鍋知佳
- 音楽 - Calmera
- キャステイング - 森川祐介
- 出版プロデュース - 新里健太郎